# Oceanbundsspredning
Oceanbundsspredning er en proces der sker ved de midt-oceaniske rygge hvor ny oceanisk bund formes gennem vulkansk aktivitet og dernæst gradvist flytter væk fra ryggen. 
En profiltegning af Atlanterhavets bund, ud fra dybdeangivelserne på et kort, vil vise at oceanryggen hæver sig 2000-3000 meter op over det øvrige havbundsniveau. 
Fokuserer man på området omkring oceanryggen, viser det sig at der findes en midterdal som deler oceanryggen i to næsten symmetriske halvdele.
Midterdalen er ca. 600 meter dyb og 300 meter bred.
Oceanbunden på hver side af oceanryggen bevæger sig væk fra denne, det kaldes oceanbundsspredning. Spredningen skyldes at der under oceanryggene kommer materiale - magma - op fra dybere dele af jorden og det er med til at skubbe til oceanbundsspredningen. 